# Bibliotecas da Universidade Federal de Minas Gerais

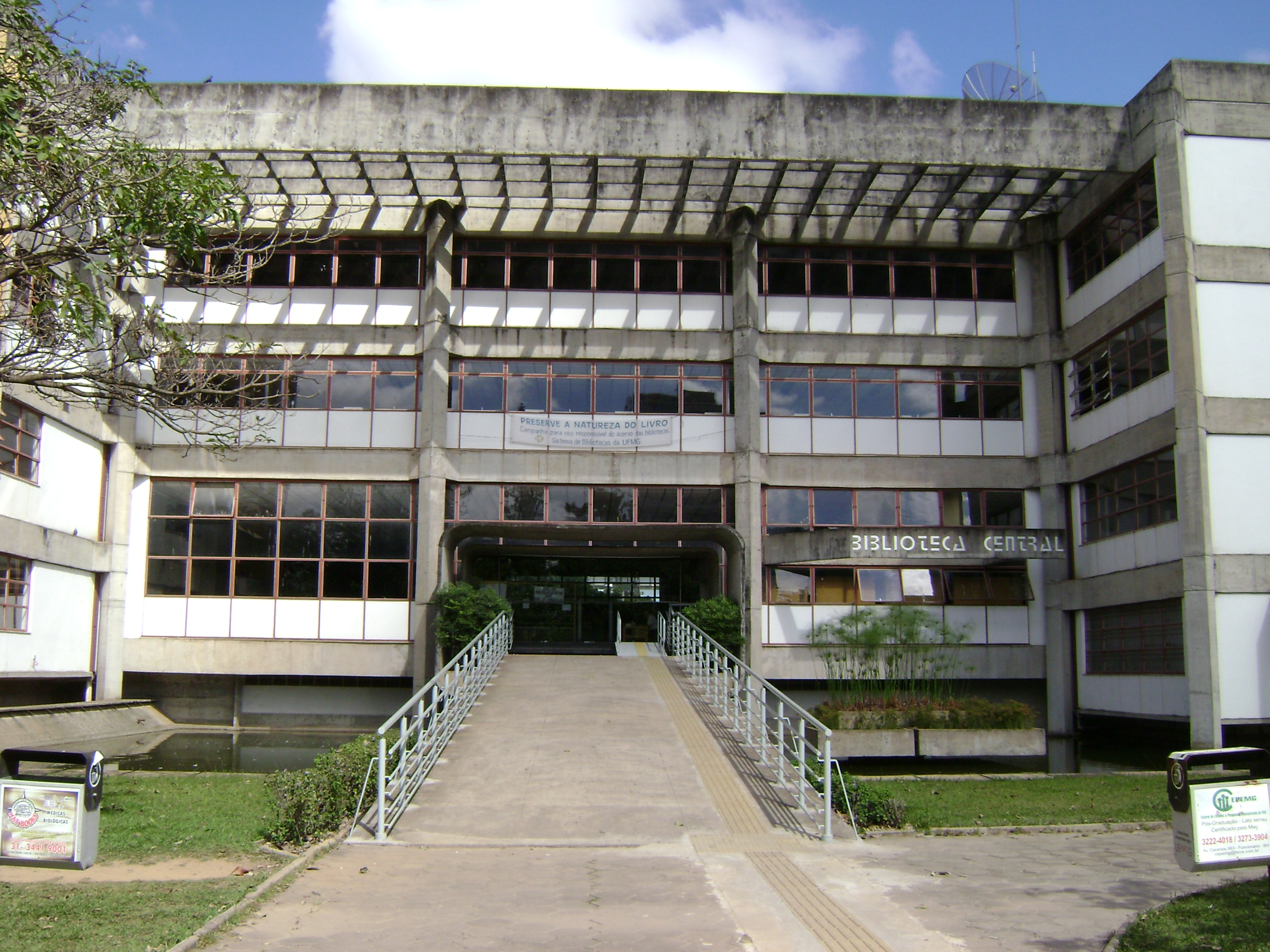
Fachada da Biblioteca Central.

As bibliotecas da Universidade Federal de Minas Gerais são 26 bibliotecas ocupando uma área construída de mais de 37.000,00 m². Cerca de 124 bibliotecários e 286 funcionários de apoio incluindo administrativos, estagiários da UFMG, da Cruz Vermelha e de outros convênios trabalham nas bibliotecas.
As bibliotecas são coordenadas tecnicamente pelo Sistema de Bibliotecas da Universidade Federal de Minas Gerais (BU-SB), sendo também responsável por normas e diretrizes que visem subsidiar as bibliotecas setoriais na prestação de serviços e produtos de informação necessários ao desenvolvimento das atividades de Ensino, pesquisa e extensão da Universidade Federal de Minas Gerais. O sistema de bibliotecas, no ano de 2008, totalizou 105.235 usuários cadastrados.

## Acervo
O valor estimado do acervo UFMG é de cerca de vinte milhões de reais. As bibliotecas com o maior número de obras são FAFICH (Faculdade de Filosofia e Ciências Humanas) e FALE (Faculdade de Letras), representando, respectivamente, 13,09% e10,88% do acervo total da UFMG estabelecido em 817.099 exemplares(2008).

## Biblioteca 24 Horas
A Biblioteca da FACE (Faculdade de Ciências Econômicas) e a Biblioteca Professor Rubens Costa Romanelli, da FALE (Faculdade de Letras), funcionam diariamente até as 21h30 com todos os serviços e em regime de 24 horas, inclusive sábados, domingos e feriados (exceto sexta feira da paixão, Natal e Ano novo) para consulta ao acervo e empréstimo de livros. Há uma expectativa que esse esquema exclusivo possa se estender as outras Bibliotecas Setoriais da UFMG.
Números referentes ao acervo do Sistema de Bibliotecas da UFMG (referentes a 2008):
- Número de bibliotecas: 26
- Equipamentos: 763
- Área construída: 37.260,62 m²
- Usuários inscritos: 105.964
- Acervo geral: 817.099
- Periódicos: 22.305
- Materiais especiais — cerca de 100.000 itens (audiovisuais, slides, partituras, fitas de vídeo, documentos de arquivo, fotografias etc.
- Empréstimos: 1.257.620
- Média diária de atendimentos por biblioteca: 306